# Фёдоровка (Волынская область)
Фёдоровка (укр. Федорівка) — село в Владимир-Волынской городской общине Владимирского района Волынской области Украины.
Население по переписи 2001 года составляет 569 человек. Почтовый индекс — 44700. Телефонный код — 3342. Занимает площадь 1,527 км².